# Idionyx stevensi
Idionyx stevensi är en trollsländeart som beskrevs av Fraser 1924. Idionyx stevensi ingår i släktet Idionyx och familjen skimmertrollsländor. IUCN kategoriserar arten globalt som livskraftig. Inga underarter finns listade i Catalogue of Life.